# لوسیانا، فائوجیلیا
لوسیانا (به ایتالیایی: Luciana) یک منطقهٔ مسکونی در ایتالیا است که در فاولیا واقع شده‌است. لوسیانا ۳۳۳ نفر جمعیت دارد و ۱۱۲ متر بالاتر از سطح دریا واقع شده‌است.